# Condat (Cantal)
Condat is een gemeente in het Franse departement Cantal (regio Auvergne-Rhône-Alpes). De plaats maakt deel uit van het arrondissement Saint-Flour. Condat telde op 1 januari 2022 950 inwoners.

## Geografie
De oppervlakte van Condat bedroeg op 1 januari 2022 40,24 vierkante kilometer; de bevolkingsdichtheid was toen 23,6 inwoners per km².
De onderstaande kaart toont de ligging van Condat met de belangrijkste infrastructuur en aangrenzende gemeenten.

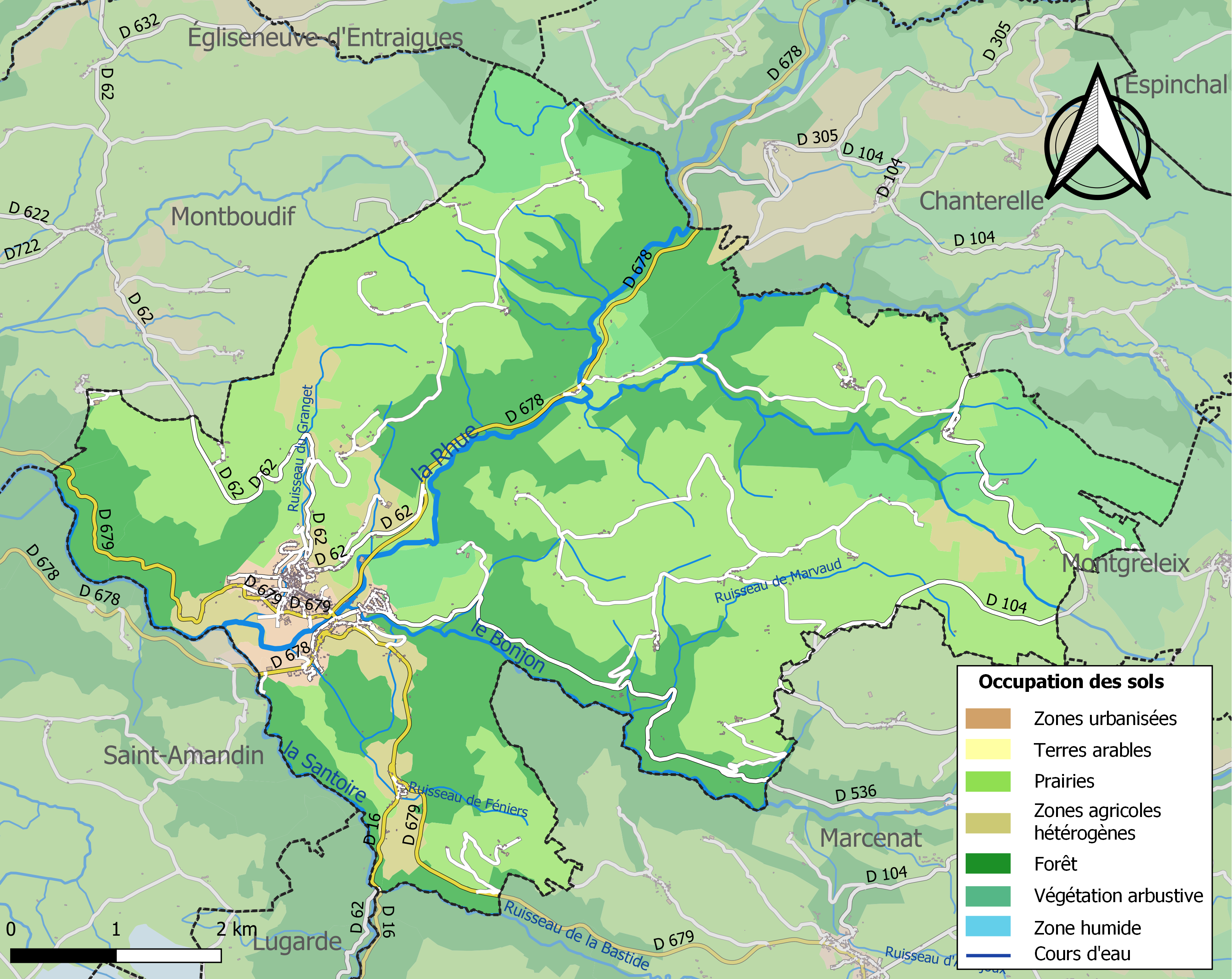

## Demografie
Onderstaande figuur toont het verloop van het inwonertal (bron: INSEE-tellingen).

Vanwege een beveiligingsprobleem met de MediaWiki Graph-software is het momenteel niet mogelijk deze grafiek weer te geven. Zodra de software is bijgewerkt zal de grafiek vanzelf weer zichtbaar worden.